# نيبيفولول
نيبيفولول هو أحد حاصرات بيتا1 مع تأثير موسع للأوعية الدموية بإطلاق أحادي أكسيد النيتروجين ويستعمل في علاج فرط ضغط الدم وفشل البطين الأيسر. كما إنه متخصص عال بالقلب في ظروف معينة.